# Life Begins for Andy Hardy
Life Begins for Andy Hardy (bra: Andy Hardy Cava a Vida) é um filme de comédia estadunidense de 1941 e o 11º dos 16 filmes com Mickey Rooney no papel de Andy Hardy. O filme foi dirigido por George B. Seitz e co-estrelado com Judy Garland.

## Elenco
- Lewis Stone ...juiz James K. 'Jim' Hardy
- Mickey Rooney ...Andy Hardy
- Fay Holden ...Sra. Emily Hardy
- Ann Rutherford ...Polly Benedict
- Sara Haden ...tia Milly Forrest
- Patricia Dane ...Jennitt Hicks
- Ray McDonald ...Jimmy Frobisher
- Judy Garland ...senhorita Betsy Booth